# Joscelino de Bohon
Joscelino de Bohon ou Bohun (c. 1111–1184) foi um prelado normando, bispo de Salisbúria entre 1142 e 1184.
Era amigo do Papa Alexandre III. Joscelino foi nomeado arquidiácono de Winchester em 1139 e consagrado bispo de Salisbúria em 1142, cargo em que sucedeu a Filipe de Harcourt.
Em 1170, Joscelino foi excomungado por Tomás Becket, arcebispo da Cantuária, provavelmente por ter participado na coroação de  Henrique, o Jovem, filho de Henrique II de Inglaterra. O caso foi ignorado por Roma até ao assassinato de Becket, sendo perdoado em 1172.